# Wim Franke
Wim Franke (9 agosto 1941 – Hoofddorp, 10 giugno 2013) è stato un cestista e allenatore di pallacanestro olandese.
Era il padre di Rolf Franke e il nonno di Yannick Franke.

## Carriera
Con i Paesi Bassi ha disputato due edizioni dei Campionati europei (1961, 1963).